# Điệp viên 86: Nhiệm vụ bất khả thi
Điệp viên 86: Nhiệm vụ bất khả thi (tựa gốc tiếng Anh: Get Smart) là phim điện ảnh gián điệp hành động hài của Mỹ năm 2008 do Peter Segal đạo diễn, với kịch bản do Tom J. Astle và Matt Ember chắp bút. Phim dựa trên loạt phim truyền hình cùng tên của Mel Brooks và Buck Henry. Phim có sự tham gia diễn xuất của Steve Carell, Anne Hathaway, Dwayne Johnson và Alan Arkin, trong khi các diễn viên Terence Stamp, Terry Crews, David Koechner và James Caan đảm nhận những vai phụ. Phim do Leonard B. Stern, nhà sản xuất của loạt phim truyền hình cùng tên chịu trách nhiệm sản xuất. Phim từng khởi chiếu ở Hà Nội vào ngày 11 tháng 7 năm 2008.